# Lycksalighetens ö (folkbok)
Lycksalighetens ö är en svensk folkbok, som bygger på en äldre folksaga.
Marie-Catherine d’Aulnoy skrev en litterär version av sagan, Histoire d'Hypolite comte de Duglas (1690) som byggde på en fransk folksaga, troligen av keltiskt ursprung. En liknande variant förekommer i medelhavsländerna. Varianter förekommer i Östeuropa liksom på Irland, där sagokungen Finns son Ossian oftast är hjälten.
D'Aulnoys roman översattes till svenska 1746. Motivet har bland annat behandlats av Anton Kalmeter (1712-1764) i alexandrindikten Saga om prints Adolph, och printsessan Lycksalighet (1747) som är en bearbetning av d'Aulnoys roman. Den svenska varianten av sagan utkom i sina första versioner på 1760- eller 1770-talet. En utgåva hos Axmar i Falun från 1810, Lycksalighetens ö, förestäld uti en wacker historisk berättelse, som wisar deras fåfänglighet, hwilka söka at winna den rätta lycksaligheten här i werlden, samt huru tiden och afunden alt til intet gör, ehuru stort nöje man tycker sig : hafwa ärnådt. är den variant som gav Atterbom uppslaget till hans sagospel Lycksalighetens ö.